# Distrito de Komárom
El distrito de Komárom (húngaro: Komáromi járás) es un distrito húngaro perteneciente al condado de Komárom-Esztergom.
En 2013 tiene 39 559 habitantes. Su capital es Komárom.

## Municipios
El distrito tiene 3 ciudades (en negrita), un pueblo mayor (en cursiva) y 5 pueblos
(población a 1 de enero de 2013):
- Ács (6808)
- Almásfüzitő (2089)
- Bábolna (3774)
- Bana (1630)
- Csém (416)
- Kisigmánd (475)
- Komárom (19 200) – la capital
- Mocsa (2142)
- Nagyigmánd (3025)